# Deir al-Madinah
Deir al-Madinah, també transcrit com Deir el-Medina (àrab: دير المدينة, Dayr al-Madīna), Set Maat en egipci antic, ‘el Lloc de la Veritat’, és una vila de treballadors de l'antic Egipte i la seva necròpoli situada a l'oest de Luxor, a tocar de la vall dels Nobles. La necròpoli no sempre s'inclou en el grup de cementiris que conformen aquesta vall dels Nobles perquè les tombes que hi ha són d'artesans i d'obrers. La necròpoli de Deir al-Madina s'anomena vall dels Artesans. Es troba entre el Ramesseum a l'est, i la vall dels Reis (nord-est) i vall de les Reines (sud-oest). Just al sud hi ha la necròpoli de Gurnat Murrayi.
Fou habitada pels treballadors que van construir la vall dels Reis a partir de la dinastia XVIII i va ser fundada probablement per Amenofis I i la seva mare Amosis-Nefertari. Hi van viure unes setanta famílies. A més de les cases i de les tombes dels treballadors hi ha una zona amb temples dedicats a diversos déus, destaca el dedicat a la dea Hathor, construït en temps d'Amenhotep III i reconstruït per Ptolemeu IV.

## La població

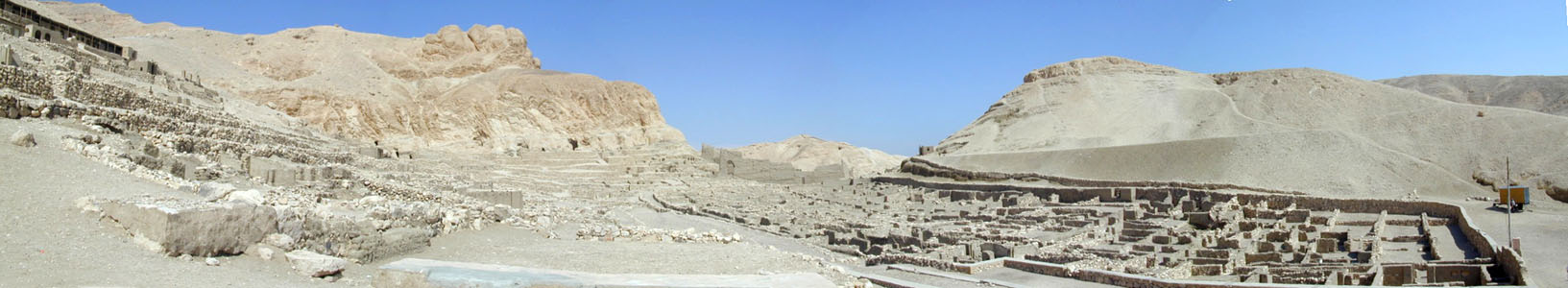
Ruïnes de Deir al-Madinah, catalogades com a Patrimoni de la Humanitat per la UNESCO

Fou excavada per Ernest Schiaparelli del 1905 al 1909 i per Bernard Bruyère entre el 1917 i el 1947.
La importància arqueològica del poble es basa en les particulars característiques del jaciment, i en les obres i objectes trobats:
- La localització del poble, allunyat de les construccions antigues i modernes, ha permès que es conservi força bé (tenint en compte que té més de 3.000 anys d'antiguitat), i permet una anàlisi arquitectònica i urbanística de la construcció civil egípcia de la seva època.
- Les decoracions de les tombes, i les relíquies i objectes de les cases permeten conèixer com era la vida quotidiana dels egipcis de l'Imperi nou.
- Els ostracons i altres documents (papirs, esteles i inscripcions de les tombes) trobats a la zona ajuden a saber com es va construir la vall dels Reis i altres monuments de l'època.
- És a Deir el-Medina on té lloc la primera vaga coneguda de la història (durant el regnat de Ramsès III, faraó de la dinastia XX).
- Els habitants del poble (els treballadors i les seves famílies) van rebre sempre un tracte preferencial, amb bons sous, bona alimentació i els últims avenços mèdics de l'època. La situació laboral dels treballadors era molt bona: treballaven per torns organitzats en equips (la feina a la vall no s'aturava quasi mai), amb jornades de vuit hores a l'hivern i nou a l'estiu, dividides en dos torns de quatre hores (amb temps per a menjar), durant vuit dies a la setmana i després en tenien dos de festa; també tenien lliures totes les festes oficials (religioses, polítiques i civils), i disposaven de baixes laborals per malaltia pròpia o dels fills i dies de festa per a acompanyar o ajudar un company lesionat, per la mort o el naixement d'un familiar, per visites al metge o al veterinari (quan tenien un animal malalt), a més de sis dies lliures garantits a disposar per motius similars als anteriors; a més, durant el seu temps lliure podien treballar en altres activitats remunerades, si desitjaven obtenir ingressos extres. També tenien permès participar en les grans celebracions religioses, junt amb els alts funcionaris i sacerdots, els membres de la cort, la noblesa i la família reial. Tot això, junt amb les troballes realitzades al poble de treballadors del Kahun (al costat de la piràmide de Sesostris II, a l'oasi del Faiyum) i del poble de treballadors que s'excava a la zona de les piràmides de Guiza, desmenteix la creença tradicional que grups d'esclaus, en condicions pèssimes, van construir les tombes dels faraons egipcis.

## Tombes

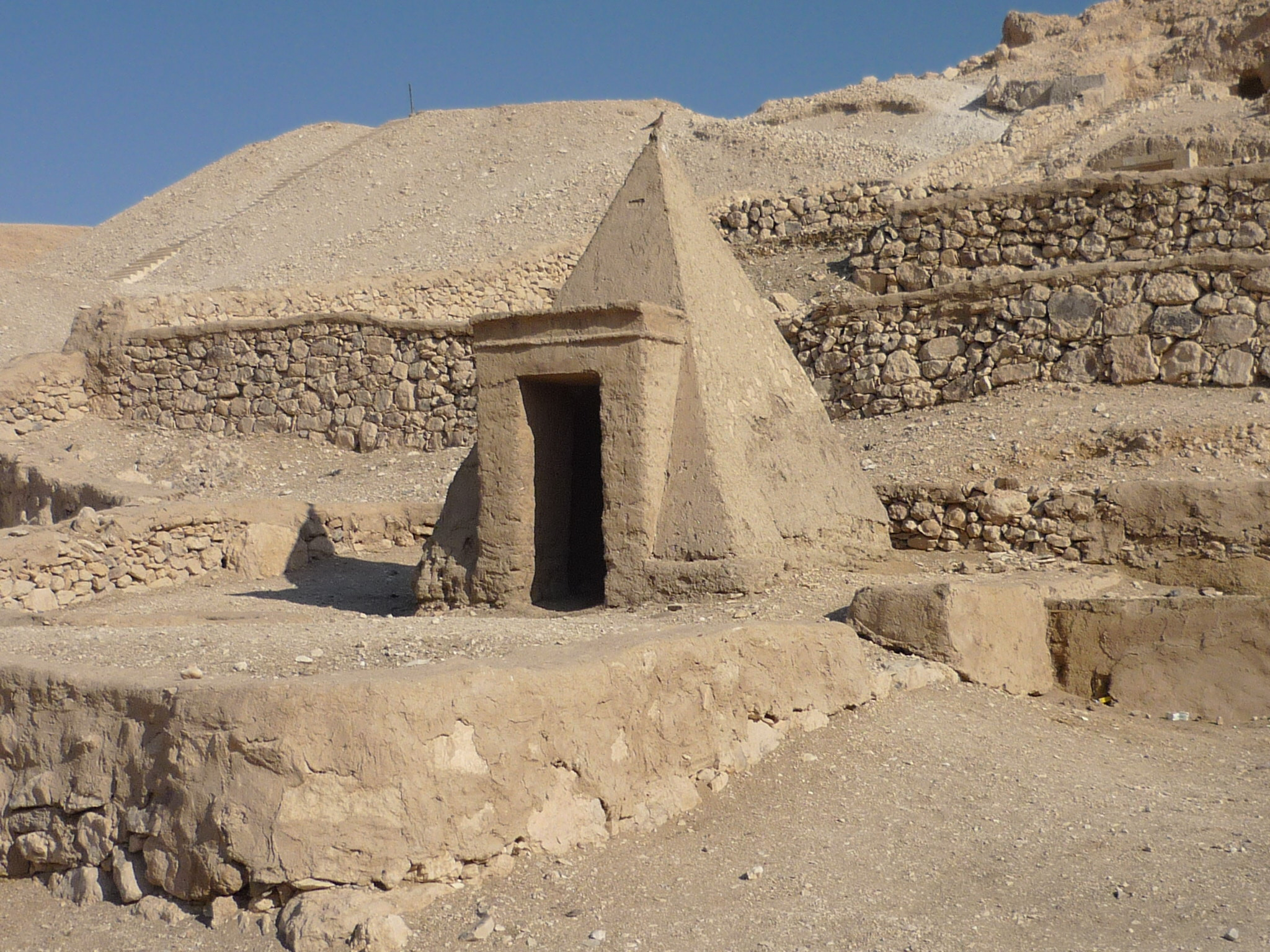
Entrada de tomba a Deir al-Madinah

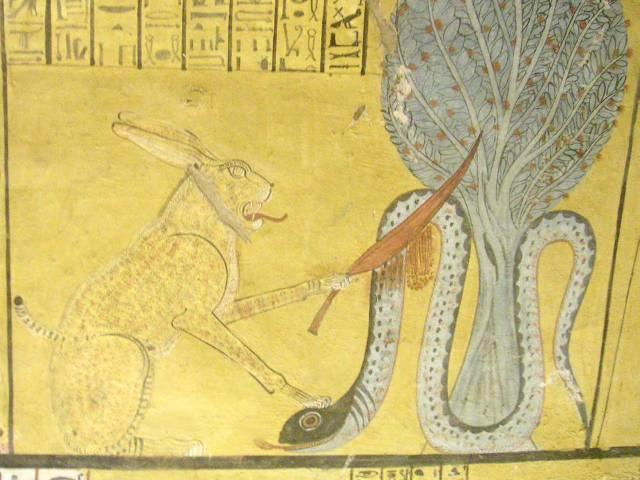
Escena de Ra en forma de gat matant Apep, a la tomba d'Inherkau a Deir al-Madinah

Les tombes principals de la necròpoli són les de:
- Sennedjem
- Khabekhnet
- Pashedu
- Ken
- Neferabet
- Nebnefer (Neferhotep)
- Ramose
- Kha
- Amenmose
- Kasa (Penbui)
- Raweben
- Paneb
- Ramose
- Penamun
- Khawi
- Amenemopet
- Neferhotep
- Ipui
- Amenakhte i Iymway
- Nebenmaat
- Khaemteri
- Ramose
- Amenemopet
- Amenakhte
- Hai
- Nebnakhte i família
- Irinufer
- Nakhtmin (Nu)
- Pashedu
- Baki (Wennefer)
- Inherkau
- Khaemopet
- Penshenabu
- Pashedu
- Simen
- Pashedu
- Turobai
- Hai
- Mose i Ipi
- Karo
- Nakhtamon
- Neferronpet
- Eskhons (Ken)
- Mai
- Hui (Pashedu)
- Amenemhat
- Amenemhat
- Amenpahapi
- Amonemuia
- Tutihermaktuf
- Inherkau
- Kaha
- Huy